# Skrållan, Ruskprick och Knorrhane
Skrållan, Ruskprick och Knorrhane är en svensk film från 1967 i regi av Olle Hellbom. I huvudrollerna ses Kajsa Dandenell, Maria Johansson, Hans Alfredson, Tage Danielsson, Kristina Jämtmark och Stephen Lindholm.

## Handling
Barnen på Saltkråkan ska bo en vecka hos faster Greta på Harskär. De tvingas åka tillbaka till Saltkråkan eftersom faster Greta har brutit benet och ligger på lasarettet. På tillbakavägen tar bensinen slut och de tvingas söka nödhamn på Kråkskär. Där finns redan två smugglare som är fullt sysselsatta med cigarettsmuggling. När såväl barnens som smugglarnas båtar driver till havs blir de alla isolerade på ön.

## Om filmen
Filmen är inspelad på Källskär i Valdemarsviks skärgård och hade premiär den 2 december 1967. Den är barntillåten. Filmen är den fjärde filmen i serien om Saltkråkan, som inleddes med TV-serien Vi på Saltkråkan. Farbror Melker nämns bara för ett ögonblick i filmen på grund av att Torsten Lilliecrona hoppade av rollen.
Detta är det enda fall där Tage Danielsson medverkat som skådespelare i en film som inte regisserats av honom själv eller Hans Alfredson.

## Rollista
- Kajsa Dandenell – Skrållan Malm
- Maria Johansson – Maria "Tjorven" Grankvist
- Hans Alfredson – Ruskprick, smugglare
- Tage Danielsson – Knorrhane, smugglare
- Kristina Jämtmark – Stina
- Stephen Lindholm – Pelle Melkersson
- Louise Edlind Friberg – Malin Melkersson
- Bengt Eklund – Nisse Grankvist
- Eva Stiberg – Märta Grankvist
- Siegfried Fischer – gubben Söderman
- Manne Grünberger – fiskaren Westerman

## Musik i filmen
Musiken i filmen, som till stor del framförs på munspel, är skriven av Jan Johansson.